# Торфяная промышленность России
Торфяная промышленность России — отрасль топливно-энергетического комплекса России, занимающаяся добычей и переработкой торфа. В 2018 году России было добыто 1254 тысячи тонн торфа, в 2022 году — 2 204 тысячи тонн.

## Значение
Региональным лидером производстве торфа является Северо-Западный федеральный округ, где по итогам 2018 года было добыто 36 % торфа России. Добываемый торф используется для нужд сельского хозяйства, а также в качестве топлива. Доля торфа в топливном балансе незначительна и составляет менее 1 %. Энергетической стратегией России до 2030 г. предусматривается увеличение доли использования торфа в топливно-энергетическом балансе торфодобывающих регионов до не менее чем 8 — 10 %.
Крупнейшим потребителем торфа является Кировская ТЭЦ-4 (353 МВт), в топливном балансе станции торф занимает около 20 %. В год станция расходует более 300 тысяч тонн торфа. В качестве одного из видов топлива торф используется на Шарьинской ТЭЦ в Костромской области, станция ежегодно сжигает около 300—350 тысяч тонн торфа. Также торф используется как топливо рядом котельных (так, только в 2010—2013 годах было введено в эксплуатацию более 50 котельных на торфе). Крупнейшим производителем торфа является ЗАО «Вятка-Торф» (Кировская область), обеспечивающий поставки торфа на Кировскую ТЭЦ-4 и Шарьинскую ТЭЦ. В 2018 году предприятием было добыто 460 тыс. тонн торфа. Экспорт торфа из России в 2018 году составил 167 тыс. тонн, половина этого объёма была экспортирована из Калининградской области.

## Потенциал
Россия обладает одними из крупнейших в мире запасов торфа (близким уровнем запасов обладает Канада). Запасы торфа в стране оцениваются, по разным данным, в 175,6 млрд тонн (35 % мировых запасов) или 149,9 млрд тонн (при 40 % влажности). Большая часть запасов торфа располагается в Западно-Сибирском (103,9 млрд тонн), Северо-Западном (19,8 млрд тонн), Уральском (9,1 млрд тонн), Дальневосточном и Центральном (по 5,2 млрд тонн) экономических районах. В переводе на условное топливо запасы торфа оцениваются в 61,3 млрд тонн, что больше запасов нефти и газа, вместе взятых. Торф (в рамках его ежегодного прироста) относится к возобновляемому топливу, его ежегодный прирост на территории России оценивается в 250 млн тонн (или 88 млн тонн условного топлива)

## История
Первое специализированное торфопредприятие в России, «Ореховское» в Московской области, начало работу в 1865 году. Всего до 1918 года было создано 19 торфопредприятий, добыча торфа достигла максимума в 1918 году, составив 1093 тыс. тонн, при этом машиноформовочным способом добывалось 975,6 тыс. тонн, а простейшим ручным резным способом — 117,4 тыс. тонн. В 1913 году была введена в эксплуатацию Богородская электростанция (теплоэлектростанция «Электропередача») в Подмосковье мощностью 15 МВт, первая районная электростанция России. В качестве топлива станция использовала торф.
В 1921 году принимается план ГОЭЛРО, предусматривавший строительство 20 тепловых электростанций, большинство из которых должно было работать на местном топливе, в том числе на торфе. Первой из них стала предназначенная для энергоснабжения Москвы Шатурская ГРЭС. Место для станции было выбрано еще в 1917 году у огромного Шатурского болота, которое и стало поставщиком топлива — торфа. Подготовительные работы были начаты в том же 1917 году, но вскоре были приостановлены и вновь возобновлены в декабре 1918 года, причем в первую очередь построили инфраструктуру по добыче торфа и «опытную» электростанцию мощностью 5 МВт (так называемая «Малая Шатура»), предназначенную для отработки технологии сжигания торфа. Она заработала в 1920 году. 1923 году было начато строительство основной электростанции «Большой Шатуры» мощностью 32 МВт, которая была введена в эксплуатацию в 1925 году. Строительством Шатурской ГРЭС руководил один из основателей советской электроэнергетики Александр Винтер. В 1930 году на электростанциях, использующих торф, вырабатывалось около 40 % электроэнергии страны, в 1940 году — около 20 %.
К 1945 году было введено в эксплуатацию 40 крупных торфопредприятий, управлявшихся 10 торфяными трестами, созданными в основных торфодобывающих регионах. Торфопредприятия входили в систему Главторфа Наркомата электростанций. В 1940 году добыча торфа в СССР достигла 32 млн тонн, в том числе в РСФСР — 25 млн тонн. Внедряются современные механизированные методы добычи торфа — гидравлический (с 1919 года), фрезерный (с 1928 года), багерный (с 1932 года). Для вывоза торфа начинает широко использоваться узкоколейный железнодорожный транспорт. В то же время, ручным способом добывается все еще значительное количество торфа — 6 млн тонн в 1940 году.
В послевоенные годы продолжился процесс механизации добычи торфа, внедрения все более производительных машин. В 1965 году было образовано министерство топливной промышленности, в состав которого вошли все торфопроизводящие предприятия, число которых к концу 1980-х годов достигло более чем 200, в том числе 166 — республиканского подчинения и 64 — двойного подчинения. К концу 1980-х годов добыча торфа достигала 50 млн тонн, из которого 50 % использовалось в качестве топлива и 50 % — в сельском хозяйстве. Общая площадь полей по добыче торфа составляла около 100 тыс. га. В посёлках при торфопредприятиях проживало около 200 тысяч человек.
В 1990-х годах произошел резкий спад добычи торфа, связанный с его сокращением потребления как в электроэнергетике (в связи с переводом многих электростанций на сжигание природного газа), так и в сельском хозяйстве.